# Стоян Чешмеджиев
Стоян Чешмеджиев е български журналист, дългогодишен редактор на радио „Варна“ (1991 – 1992, 2004 – 2005) и генерален директор на Българската телеграфна агенция (2002 – 2003).

## Биография
Роден е на 15 август 1950 г. в Силистра. Завършва радиотехника във ВМЕИ – Варна, придобива магистърска степен по маркетинг и мениджмънт.
Умира на 17 октомври 2012 г. след кратко боледуване.

### Професионална дейност
Постъпва на работа в радио „Варна“ като технически ръководител на звено „Подвижни радиостанции“. От декември 1991 до март 1992 г. е главен редактор на медията, а през април 1992 г. е избран за директор на радио „Варна“. Остава на този пост до октомври 2002 г., когато е избран от XXXIX народно събрание за генерален директор на БТА, където работи до април 2003 г. В периода от август 2004 до декември 2005 г. е отново директор на радио „Варна“.